# Кизил-Коба (печера)

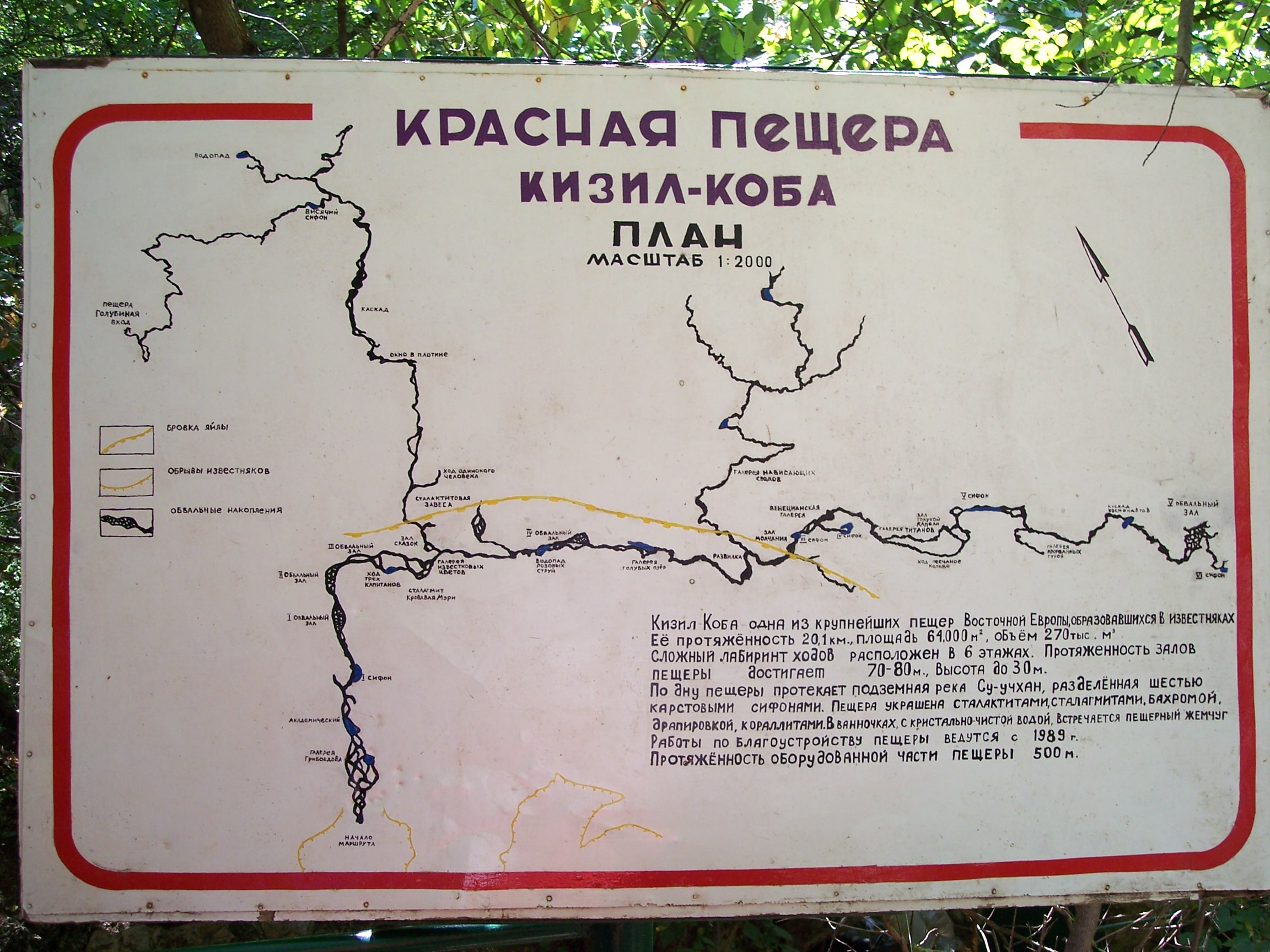
border
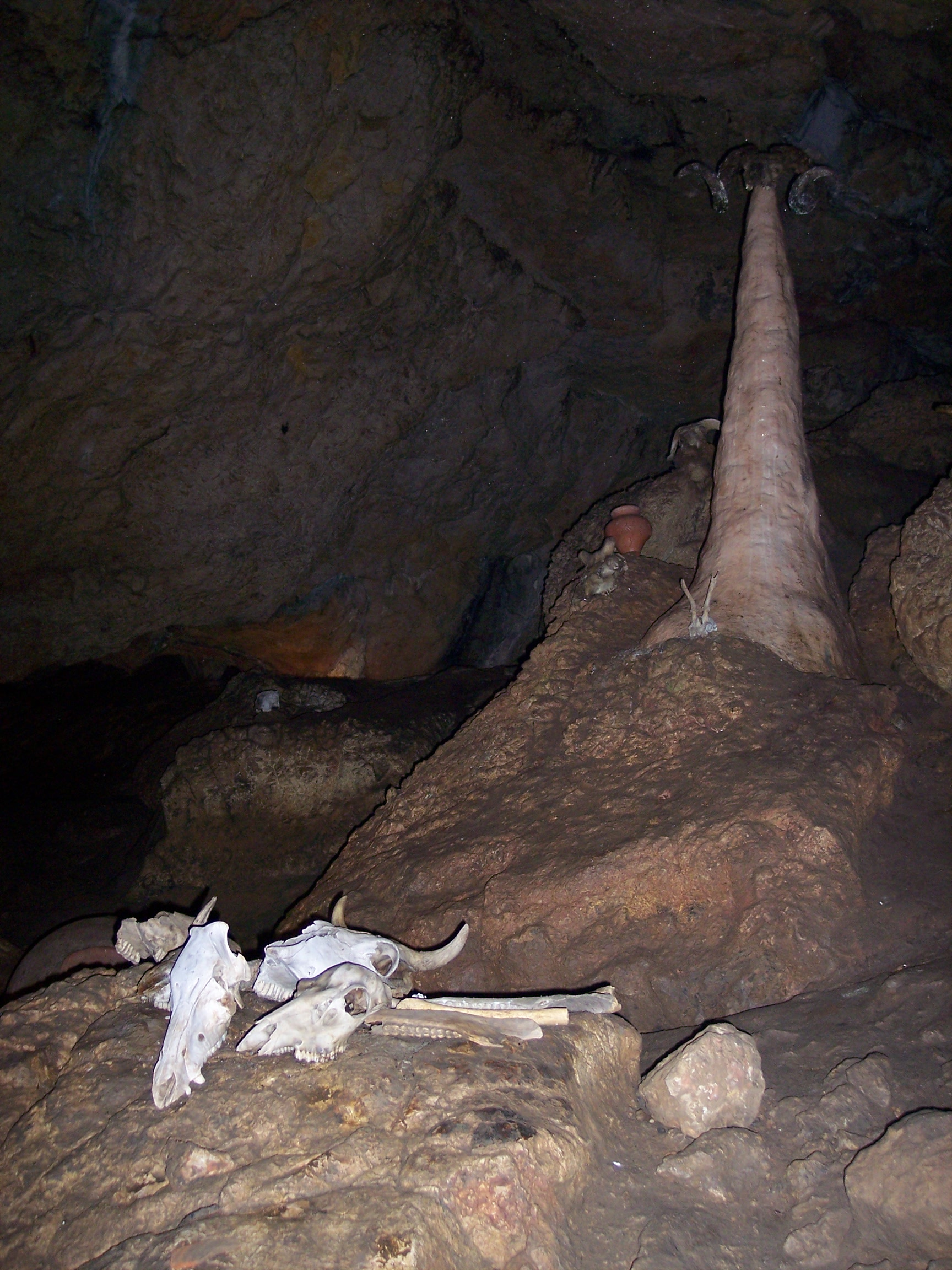
border
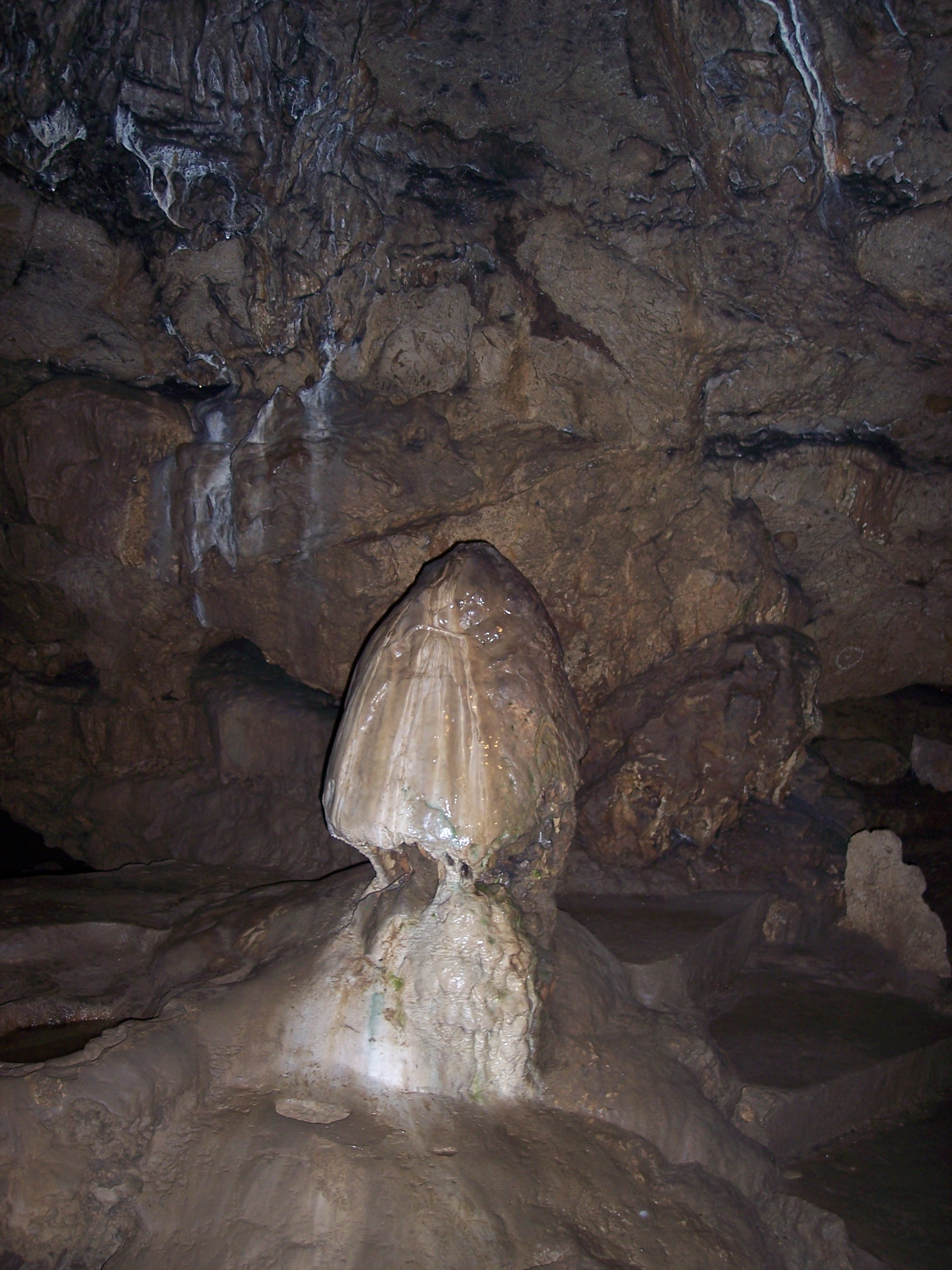
border
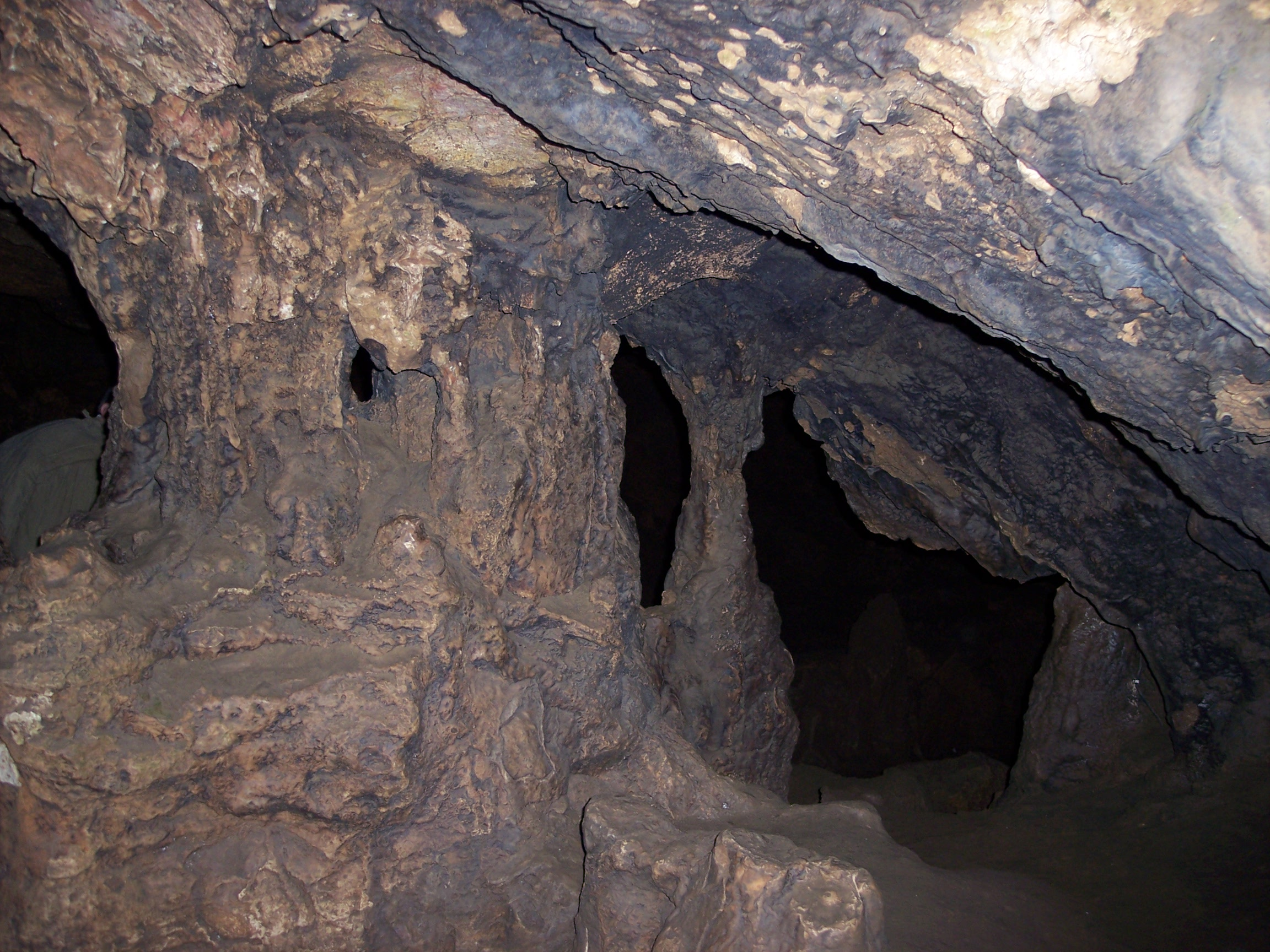
border
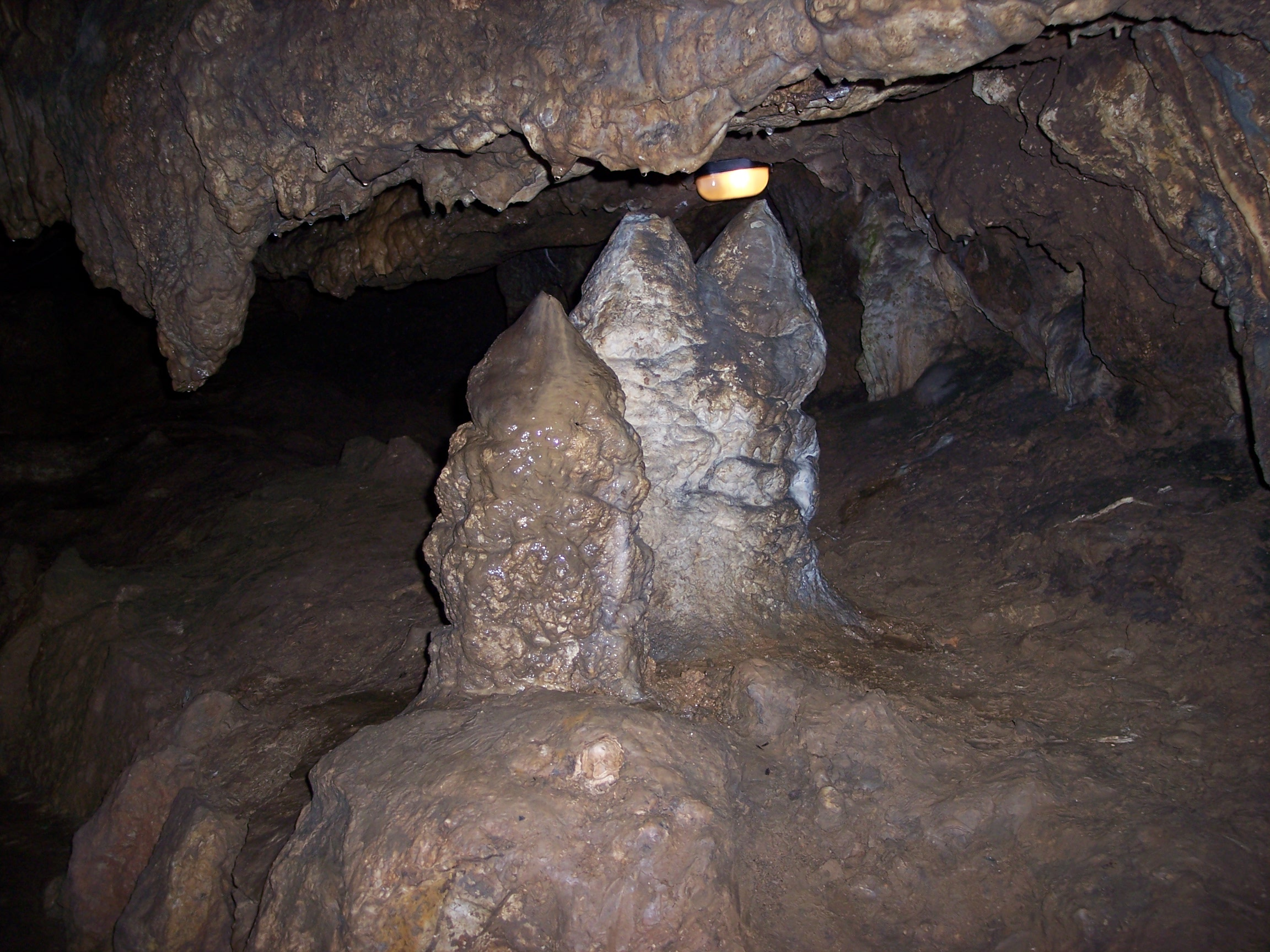
border
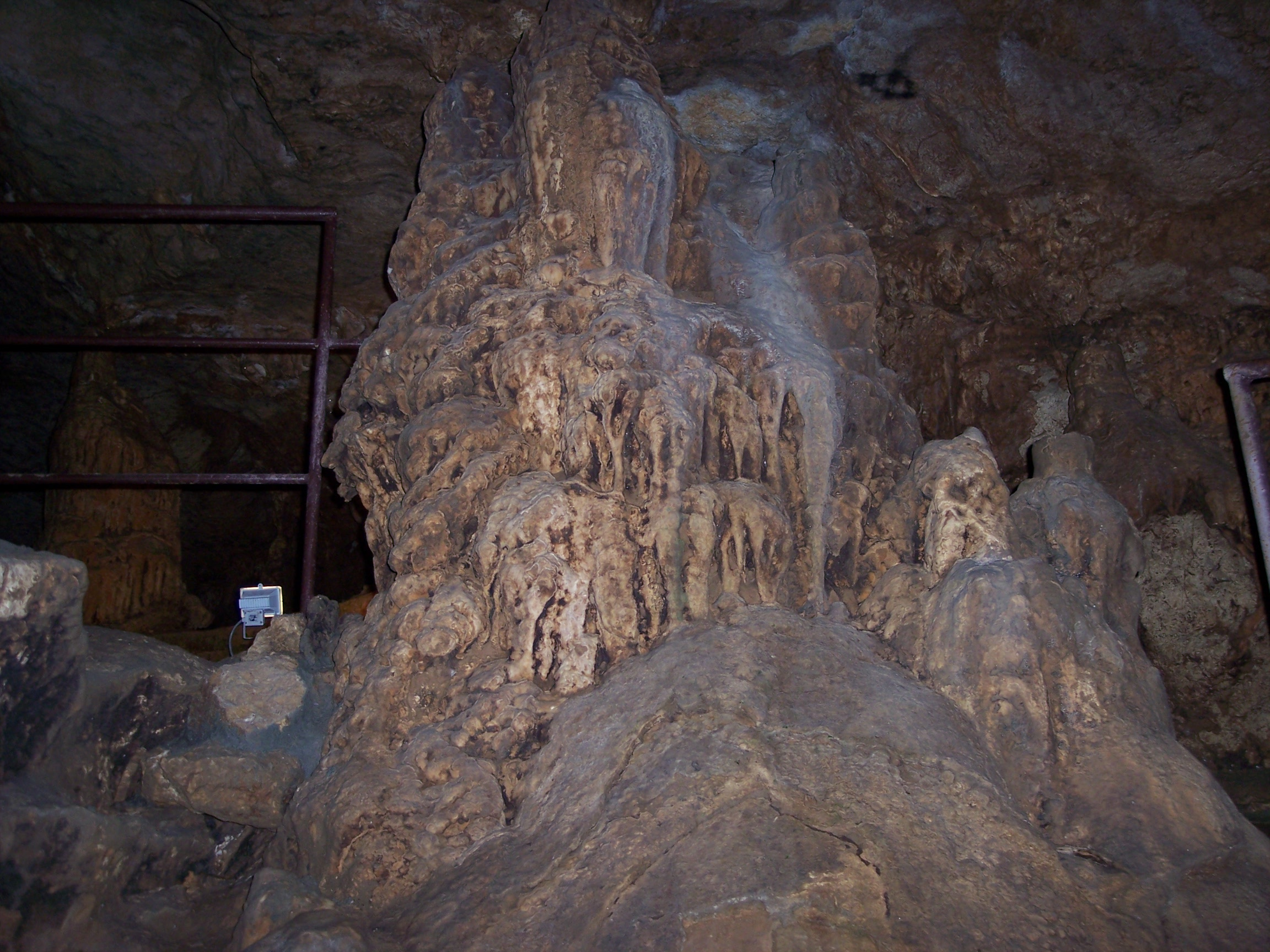
border
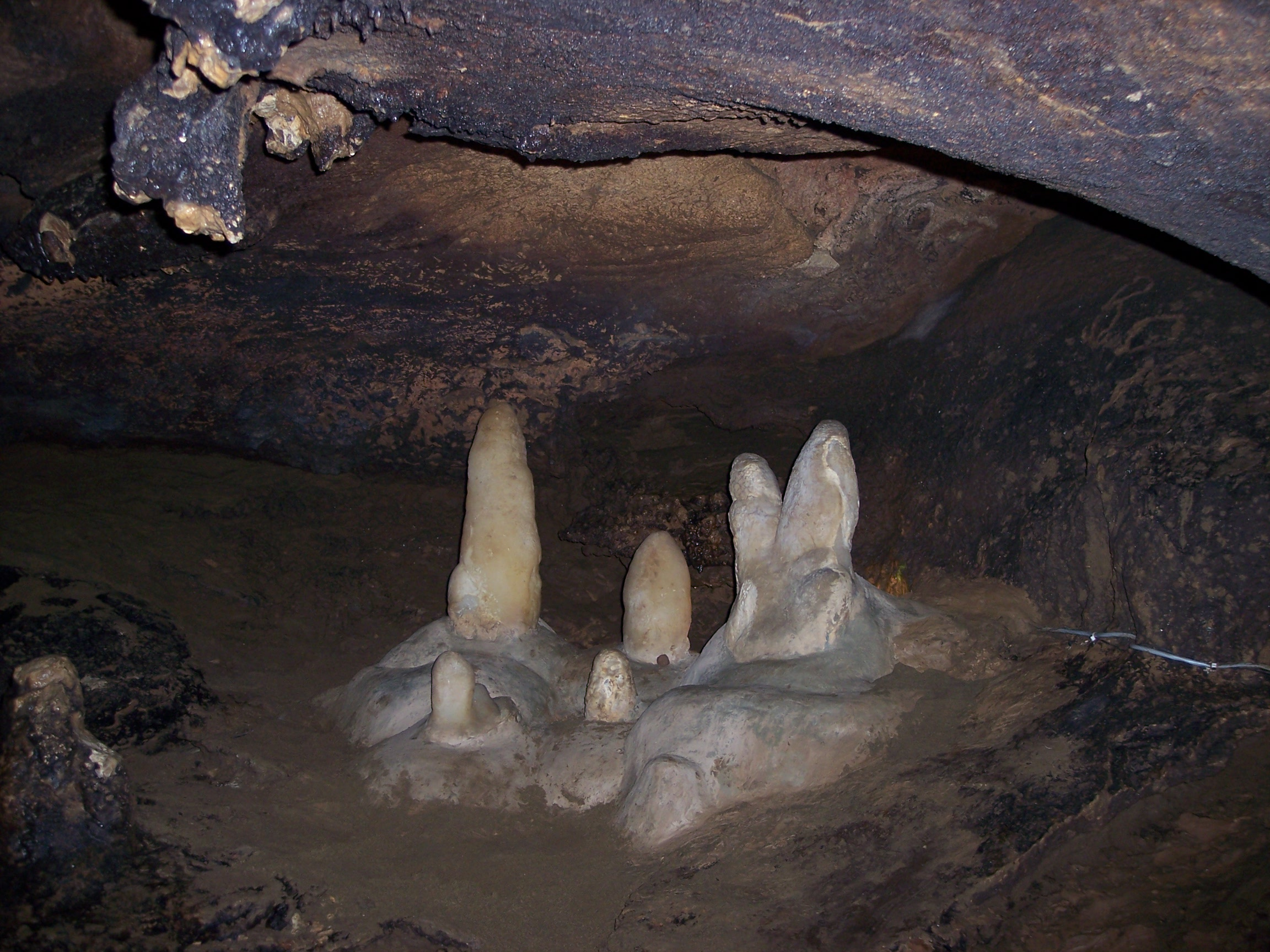
border
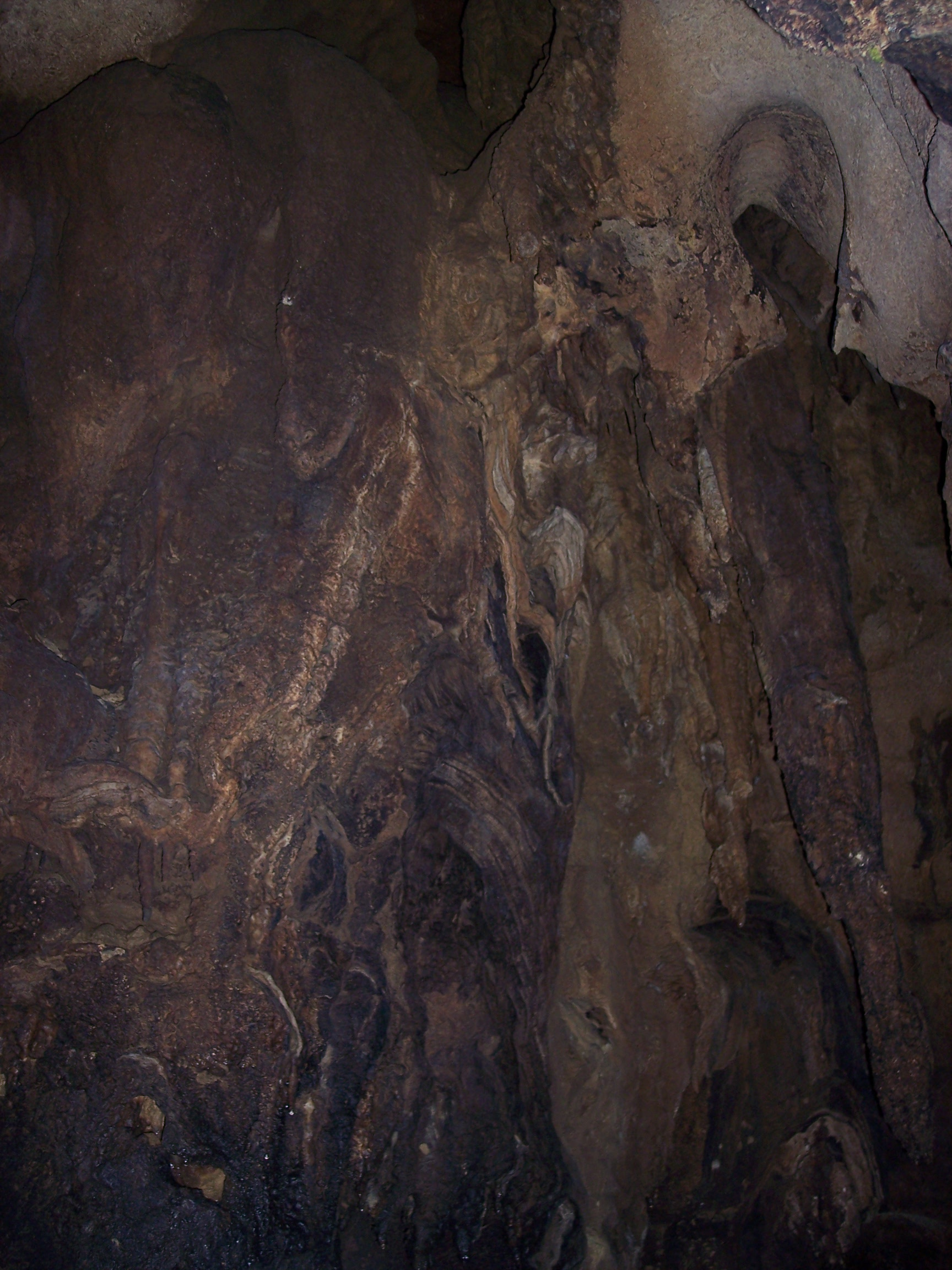
border
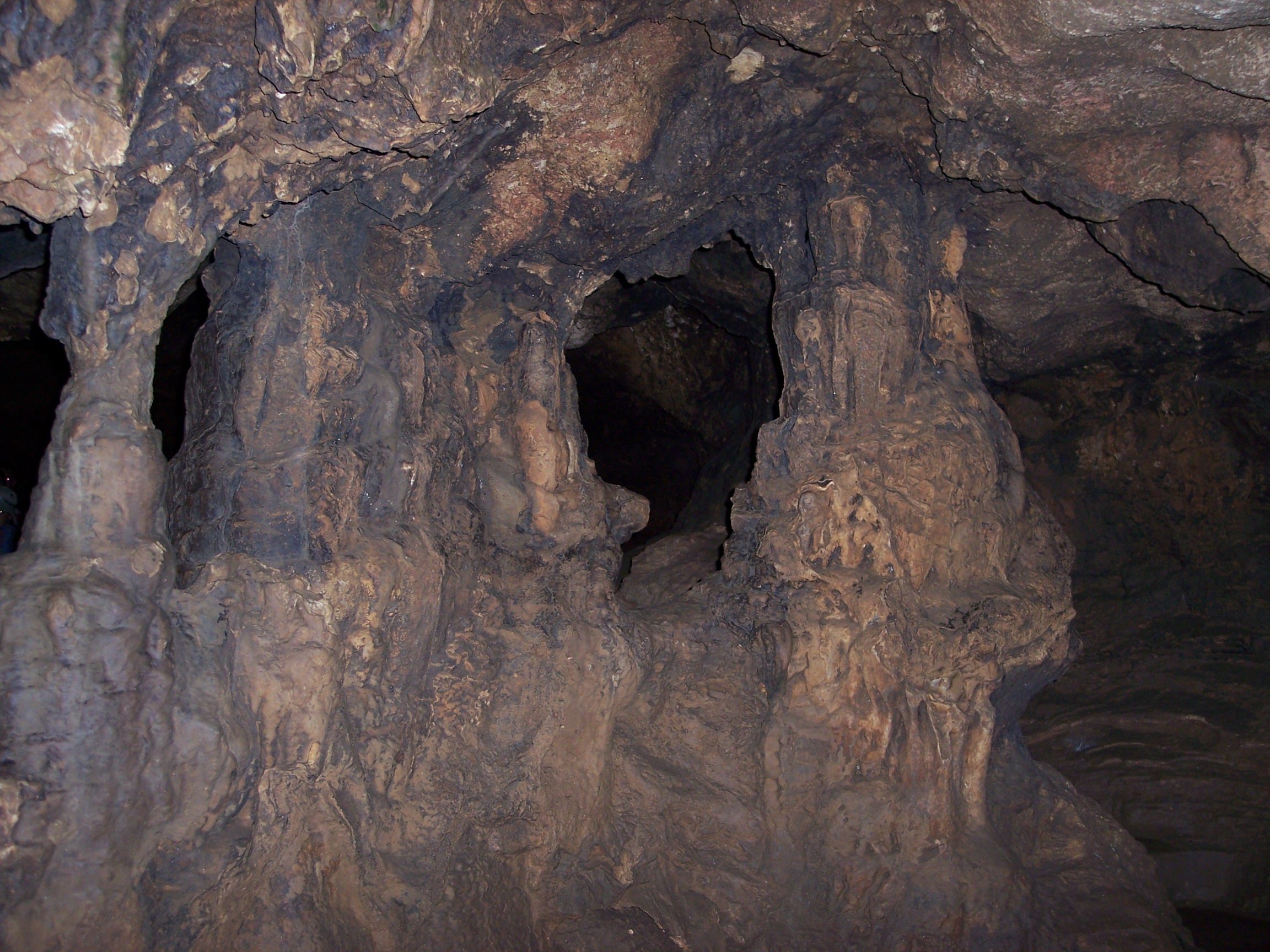
border

Кизи́л-Коба́ (крим. Qızıl Qoba, з кримськотатарської — Червона Печера) — печера, що розташована за 3,5 кілометри від села Перевальне в невеликій замкненій ущелині серед однойменного урочища Кизил-Коба, яке отримало свою назву від самої печери. Печера таку назву отримала від вапнякових круч Кизил-Кая (крим. Qızıl Qaya — Червона Скеля), забарвлених оксидами заліза червонувато-коричневий, місцями рожевий колір.
Печера промита водою у вапняках на західному схилі Головного пасма Кримських гір. Відома з VII ст. до н. е.
Печера Кизил-Коба — великий печерний комплекс, утворений річкою Субаткан, який поділяється підземним озером на дві частини — ближня (досифонна) та дальня (важкодоступна засифонна).
Ближня частина складається з 6 поверхів розвинених сміалів, з'єднаних між собою, та 3 виходів. Загальною протяжністю ходів близько 2,5 кілометрів, при зануренні в схил на 200 м. Відносне перевищення одного поверху над іншим коливається від 4 до 10 м.
Нижній вихід Каранлик-Коба (крим. Qaranlıq Qoba — Темна Печера) веде на перший поверх печери до підземного озера, яке утворює перший сифон.
Верхній вихід Єль-Коба (крим. Yel Qoba — Вітряна Печера) веде до 5 поверху, який з'єднується 5 метровим колодязем з 4 поверхом та має прохід до тупикового 6 поверху. Який у свою чергу має зв'язок із шахтою-понором Аверкієва
- Висота над рівнем моря 570 м,
- Відстань до Сімферополя 23 км.
- Відстань до Перевального 3,5 км.
- Протяжність близько 17 км,
- Перепад висот 180 м.
- Температура повітря 9,8—11,6 °С

Має 6 поверхів: у нижньому підземна річка Червонопечерна (Кизилкобінка) (один із витоків р. Салгир) і утворені нею проточні озера і сифони. Галереї, обводненні і сухі, і зали до 80 м завдовжки, 60 м шириною і 40 м заввишки. Численні різноколірні натікання: сталактити, сталагміти, колони тощо.